# 中央アフリカ共和国の言語
中央アフリカ共和国の言語(英語: Languages of the Central African Republic)では、中央アフリカ共和国における言語事情について記す。
中央アフリカ共和国の公用語は、フランス語とサンゴ語である。また、合計すると72の言語が存在する。
中央アフリカ共和国では、フランス語は書く際もしくは、改まった場で使用される。2005年時点で、人口の22.5パーセントがフランス語を話せると推測されている。
サンゴ語を母語として話す人は約35万人おり、中央アフリカ共和国のリングワ・フランカになりつつある。サンゴ語は、1963年に国語になり、1991年に公用語になった。また、中央アフリカの92パーセントの人がサンゴ語を話せると推測されており、首都バンギのほとんどの子供たちの母語になっている。
中央アフリカのほとんどの言語はウバンギ語派に属しているが、コンゴ共和国との国境付近の南部には僅かにバントゥー語群の言語もある。また、チャドとの国境付近の北部には、Bongo–Bagirmi語族の言語もある。くわえて、アキ語やルオ語も話される。
中央アフリカの聴覚障害者への教育では、アンドリュー・フォスターが伝えたアメリカ手話が使われる。